# Sesiosa subfasciata
Sesiosa subfasciata är en skalbaggsart som beskrevs av Francis Polkinghorne Pascoe 1865. Sesiosa subfasciata ingår i släktet Sesiosa och familjen långhorningar. Inga underarter finns listade i Catalogue of Life.